# Carrera en silla de ruedas

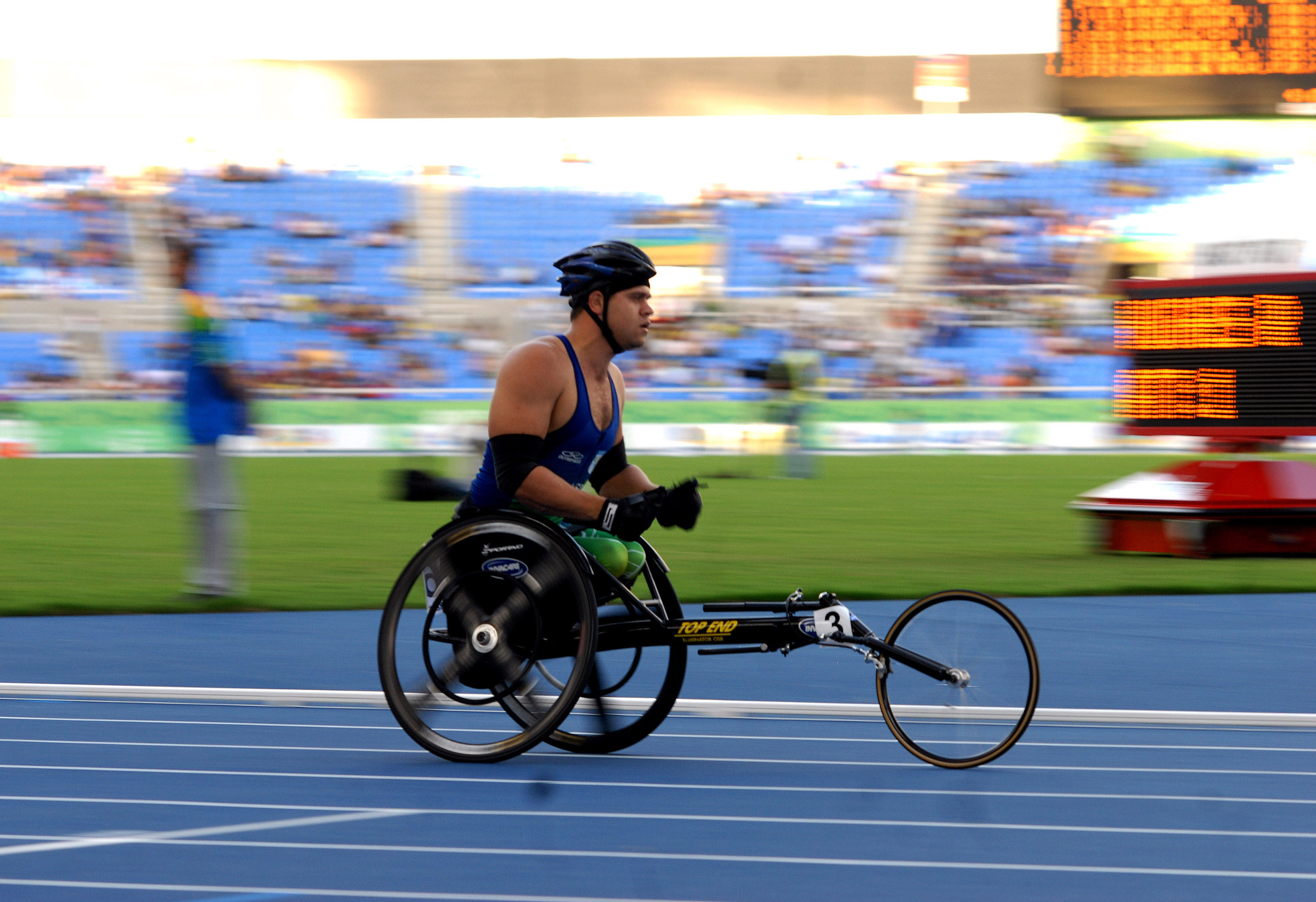
El atleta brasileño Wendel Silva compitiendo en la categoría de 400 m en silla de ruedas en los Juegos Panamericanos de 2007.

Las carreras en sillas de ruedas  son carreras en sillas de ruedas tanto en pista como en carreteras. Participan atletas con todo tipo de discapacidad, amputación, daños en la columna vertebral, parálisis cerebral, y con visión parcial (cuando se combina con otra discapacidad). Los atletas se clasifican de acuerdo a la naturaleza y severidad de su discapacidad o su combinación. Como en las carreras normales, estas pueden tener lugar en una pista oficial o en una carretera. Es una de las formas más prominentes del atletismo adaptado. 
Los competidores compiten utilizando sillas de ruedas especiales que les permiten alcanzar velocidades superiores a los de 30 km/h.

## Categorías
Se han establecido sistemas de clasificación para garantizar que la competencia sea justa, asegurando que todos los competidores tengan una oportunidad justar, y que pueden hacerlo por su talento y no porque su discapacidad sea menos severa que la de los otros competidores. Los atletas se dividen en categorías según su discapacidad, estas son lesiones de la médula espinal, miembro amputado o parálisis cerebral. Las pautas de clasificación son continuamente son analizadas para incluir más atletas.
Los atletas que están en una silla de ruedas debido a una lesión de la médula espinal o que son amputados son asignados a las clases T51 - T58. Las clases T51 - T54 son para atletas en silla de ruedas que compiten en eventos de pista, y las clases T55 - T58 son para atletas que compiten en eventos de campo. Un atleta que se clasifica como T54 es completamente funcional de la cintura para arriba. Un atleta que se clasifica como T53 tiene movimiento restringido en sus abdominales. Un atleta que se clasifica como T52 o T51 tiene movimiento restringido en sus extremidades superiores.
Los atletas que están en una silla de ruedas debido a parálisis cerebral tienen diferentes pautas en comparación con un atleta con una lesión de la médula espinal o que es un amputado, y oscilan entre T32 - T38. Las clases T32 a T34 son clases para atletas en silla de ruedas y las clases T35 a T38 son para atletas que pueden incorporarse.

## Eventos

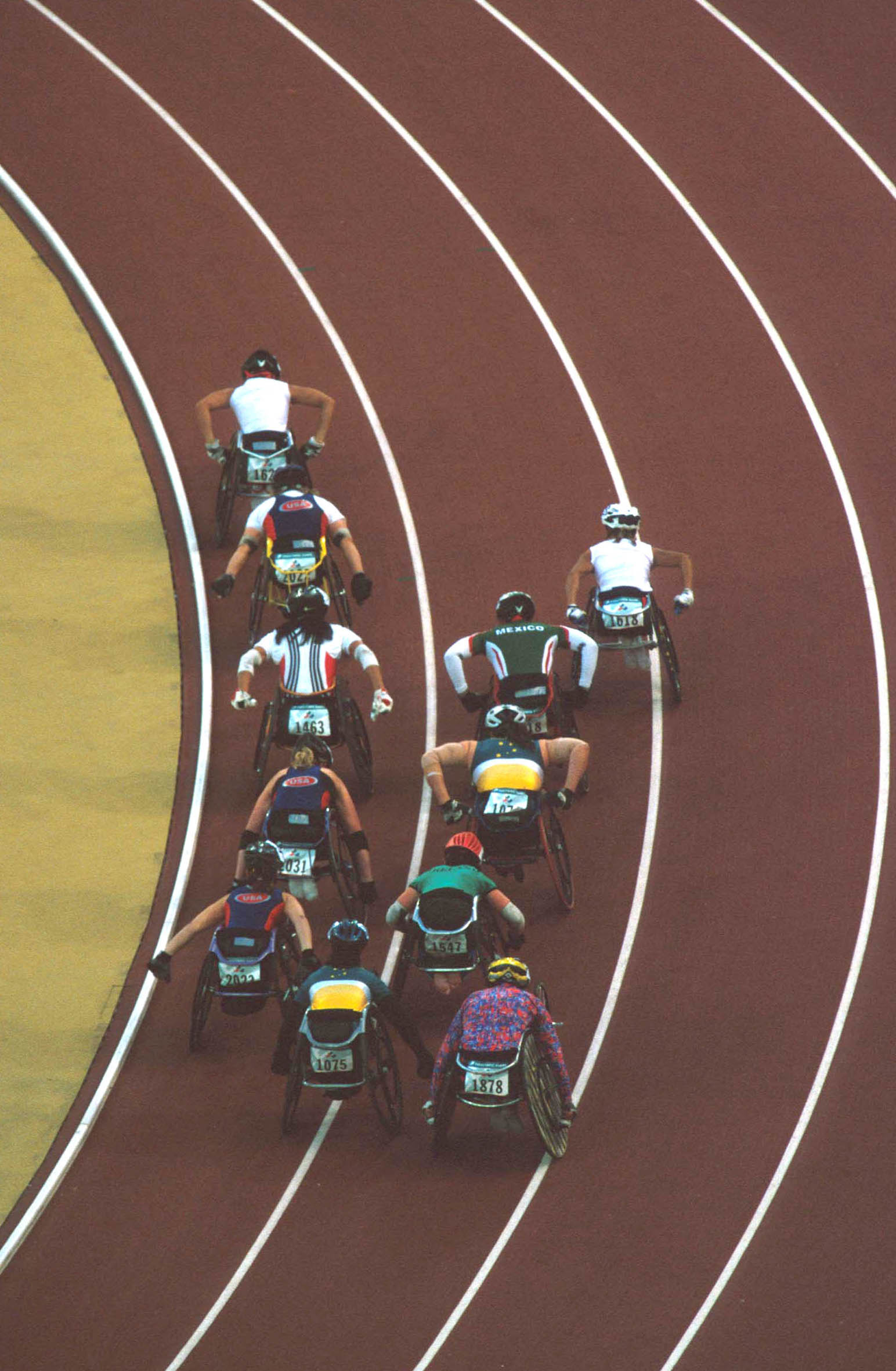
Vista aérea de una carrera en silla de ruedas en los Juegos Paralímpicos del año 2000.

Las distancias involucradas en las carreras de sillas de ruedas incluyen distancias de sprint de 100 m, 200 my 400 m, distancias medias de 800 m y 1500 m, distancias largas de 5000 m y 10,000 m y carreras de relevos de 4 × 100 m y 4 × 400 m. También hay un evento de carretera que es la maratón en silla de ruedas.
Los atletas que están en silla de ruedas también pueden participar en eventos de campo; estos incluyen lanzamiento de peso, jabalina y disco. También hay eventos combinados como el pentatlón, donde el atleta participa en eventos de pista y carretera, y eventos de salto y lanzamiento, dependiendo de la discapacidad y clasificación de los atletas.